# Édouard le Martyr
Vous lisez un « bon article » labellisé en 2017.
Ne doit pas être confondu avec Edmond le Martyr.
Édouard le Martyr, né vers 962, mort le 18 mars 978, est roi d'Angleterre de 975 à sa mort.
Fils aîné, peut-être illégitime, du roi Edgar, il lui succède à sa mort, mais non sans heurt, car une partie de la noblesse préfère rallier son demi-frère cadet Æthelred. C'est en grande partie le soutien des archevêques Dunstan de Cantorbéry et Oswald d'York qui permet à Édouard, encore adolescent, d'être couronné.
Le bref règne d'Édouard est marqué par une violente réaction anti-monastique : la noblesse profite de la succession difficile et de la jeunesse du roi pour déposséder les monastères bénédictins du royaume des biens que leur avait cédés le roi Edgar. Dans le domaine politique, la querelle opposant les deux principaux nobles du royaume, les ealdormen Ælfhere de Mercie et Æthelwine d'Est-Anglie, est près de dégénérer en guerre civile ouverte.
Édouard est assassiné à Corfe Castle après moins de trois ans de règne, dans des circonstances troubles, et Æthelred lui succède. Il est rapidement considéré comme saint et martyr, et son culte prospère à l'abbaye de Shaftesbury, où ses reliques sont transportées en 981. Plusieurs hagiographies lui sont consacrées, dans lesquelles il apparaît fréquemment comme une victime des machinations de sa belle-mère Ælfthryth, la mère d'Æthelred. L'Église orthodoxe, l'Église catholique et l'Église d'Angleterre le fêtent le 18 mars.

## Biographie

### Origines
Édouard est l'aîné des enfants d'Edgar, qui règne sur l'Angleterre de 959 à 975. Ce roi impose des réformes monastiques au clergé et à la noblesse avec l'aide des principaux ecclésiastiques de l'époque : l'archevêque de Cantorbéry Dunstan, l'archevêque d'York Oswald de Worcester et l'évêque de Winchester Æthelwold. De nombreux nobles sont dépossédés de leurs terres pour doter les monastères bénédictins réformés, dont le clergé séculier (également composé de membres de la petite noblesse) est exclu,,.
La date de naissance d'Édouard est inconnue, mais il devait être adolescent à la mort de son père, en 975. Il pourrait être né vers 962. L'identité de sa mère est incertaine : en effet, les sources contemporaines ne permettent que d'affirmer qu'il n'était pas le fils de la reine Ælfthryth, troisième femme d'Edgar, tandis que les sources ultérieures, moins fiables, ne s'accordent pas sur ce point. Selon l'hagiographie de Dunstan de Cantorbéry rédigée par le moine Osbern dans les années 1080, Édouard est le fruit de l'union du roi Edgar avec une religieuse de l'abbaye de Wilton. Une autre hagiographie de Dunstan, rédigée par le moine Eadmer quelques décennies plus tard, réfute cette version des faits et donne pour mère à Édouard une certaine Æthelflæd, fille de l'« ealdorman des Angles de l'Est » Ordmær, qu'Edgar aurait épousée entre 957 et 959. Si l'on considère d'autres sources, comme l'hagiographie d'Édith de Wilton (une fille d'Edgar devenue sainte) rédigée par le moine Goscelin ou les chroniques de Jean de Worcester et Guillaume de Malmesbury, il semble probable que la mère d'Édouard soit cette Æthelflæd, surnommée Candida « la Blanche » ou Eneda « la Cane blanche »,,.
Une charte de 966 présente Ælfthryth comme l'« épouse légitime » du roi, et leur fils aîné Edmond comme le fils légitime du roi, alors qu'Édouard n'est mentionné que comme fils du roi,. Ælfthryth, veuve de l'ealdorman Æthelwald d'Est-Anglie, s'est remariée avec Edgar en 964. Le flou qui entoure l'identité de la mère d'Édouard, et le fait qu'Edmond, pourtant plus jeune qu'Edouard, ait été considéré comme l'héritier légitime d'Edgar jusqu'à sa mort, semblent indiquer qu'Édouard était un fils illégitime.

### Une succession disputée

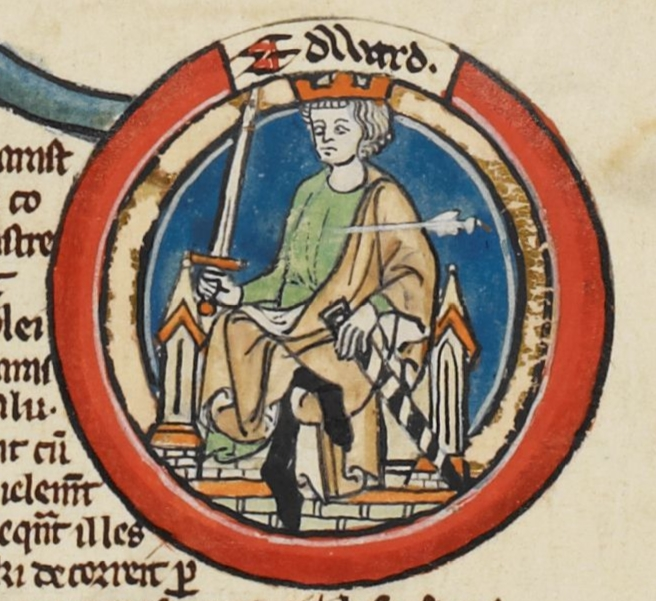
Édouard dans un manuscrit généalogique du XIVe siècle (British Library, Royal MS 14 B).

Après la mort d'Edmond, survenue en 970 ou 971, c'est son frère cadet Æthelred qui semble devenir l'héritier présomptif d'Edgar, à en juger par une charte adressée au New Minster de Winchester qui mentionne les noms d'Ælfthryth et d'Æthelred avant celui d'Édouard. Les intentions d'Edgar concernant sa succession restent spéculatives : il meurt le 8 juillet 975, âgé d'une trentaine d'années à peine, laissant deux fils encore jeunes,.
Le mécontentement provoqué par les réformes d'Edgar éclate après sa mort,,. Les principaux partisans de ces réformes commencent également à se diviser : les relations entre Dunstan et Æthelwold semblent avoir été tendues et Oswald s'oppose à l'ealdorman Ælfhere de Mercie, qui rivalise lui-même avec Æthelwine d'Est-Anglie, fils et successeur d'Æthelwald,. Dunstan semble avoir également remis en question le mariage d'Edgar et Ælfthryth, ainsi que la légitimité d'Æthelred.
La succession d'Edgar divise également les grands hommes du royaume, sans qu'ils puissent se tourner vers la loi ou un précédent pour les guider. Les fils d'Édouard l'Ancien s'étaient partagé l'Angleterre, et le frère aîné d'Edgar, Eadwig, avait été contraint de lui céder la moitié du royaume. La reine-mère soutient la cause de son fils Æthelred, ainsi que l'évêque Æthelwold, tandis que Dunstan et Oswald préfèrent Édouard. L'allégeance des ealdormen Ælfhere et Æthelwine est incertaine : le premier semble avoir soutenu Æthelred et le second Édouard.
Des sources ultérieures suggèrent que la légitimité et l'âge des deux princes ont joué un rôle dans les débats. En fin de compte, c'est Édouard qui est sacré par les archevêques Dunstan et Oswald à Kingston upon Thames, vraisemblablement en 975, ou peut-être en mars 976. Un compromis semble avoir été atteint, Æthelred ayant reçu des terres habituellement accordées aux fils de rois qu'Edgar avait cédées à l'abbaye d'Abingdon.

### Un règne bref

Carte de l'Angleterre sous le règne d'Édouard.

Le puissant ealdorman Oslac d'York, souverain de facto du Nord de l'Angleterre, est exilé peu après la mort d'Edgar, pour une raison inconnue. Un certain Thored, peut-être son fils, lui succède,,. Édouard nomme plusieurs autres ealdormen au début de son règne, mais il est impossible de déterminer à quelle faction ils appartenaient, si tant est qu'ils aient appartenu à une. Un certain Edwin, qui gouverne vraisemblablement le Sussex, ainsi que peut-être des parties du Kent et du Surrey, est inhumé à l'abbaye d'Abingdon, un établissement religieux sous la protection d'Ælfhere. Un autre, Æthelmær, gouverne le Hampshire ; les terres qu'il détient dans le Rutland impliquent peut-être des liens avec Æthelwine. Un troisième est l'historien Æthelweard, qui gouverne dans l'Ouest du pays. Parent de la famille royale, il semble avoir soutenu Édouard et non l'une ou l'autre des factions,.
La réaction anti-monastique débute très tôt après l'avènement d'Édouard. Le clergé séculier reprend certains des monastères d'où il a été chassé, et la petite noblesse profite de la faiblesse du roi pour annuler de nombreuses dotations faites par Edgar et réviser les baux et locations en sa faveur. Ce mouvement est mené par l'ealdorman Ælfhere, qui s'attaque au réseau de monastères d'Oswald en Mercie. Son rival Æthelwine protège les intérêts de l'abbaye de Ramsey, monastère de sa famille, mais réserve un traitement plus dur à l'abbaye d'Ely et à d'autres établissements religieux,. Les deux ealdormen semblent avoir été au bord du conflit ouvert, peut-être en raison des visées d'Ælfhere sur l'Est-Anglie et de ses attaques sur Ramsey. Avec le soutien de plusieurs seigneurs, dont son parent l'ealdorman Byrhtnoth d'Essex, Æthelwine réunit une armée et force Ælfhere à battre en retraite.
Contrairement à ceux de son père Edgar et de son demi-frère Æthelred, le règne d'Édouard a laissé très peu de chartes. Elles concernent toutes le Wessex, cœur du pouvoir royal, et deux d'entre elles concernent Crediton, ville du Devon où siège l'évêque Sideman, l'ancien précepteur d'Édouard,. Contrairement à son père, qui avait limité l'émission de monnaie à la seule Winchester, Édouard autorise la frappe de monnaies locales à York et à Lincoln. L'impression générale est celle d'une réduction, voire d'une dégradation de l'autorité royale dans le Nord et dans les Midlands,. Le gouvernement ne cesse pas pour autant de fonctionner, comme l'illustre la tenue de conciles et synodes à Kirtlington après Pâques 977, puis à Calne l'année suivante,,.

### Mort

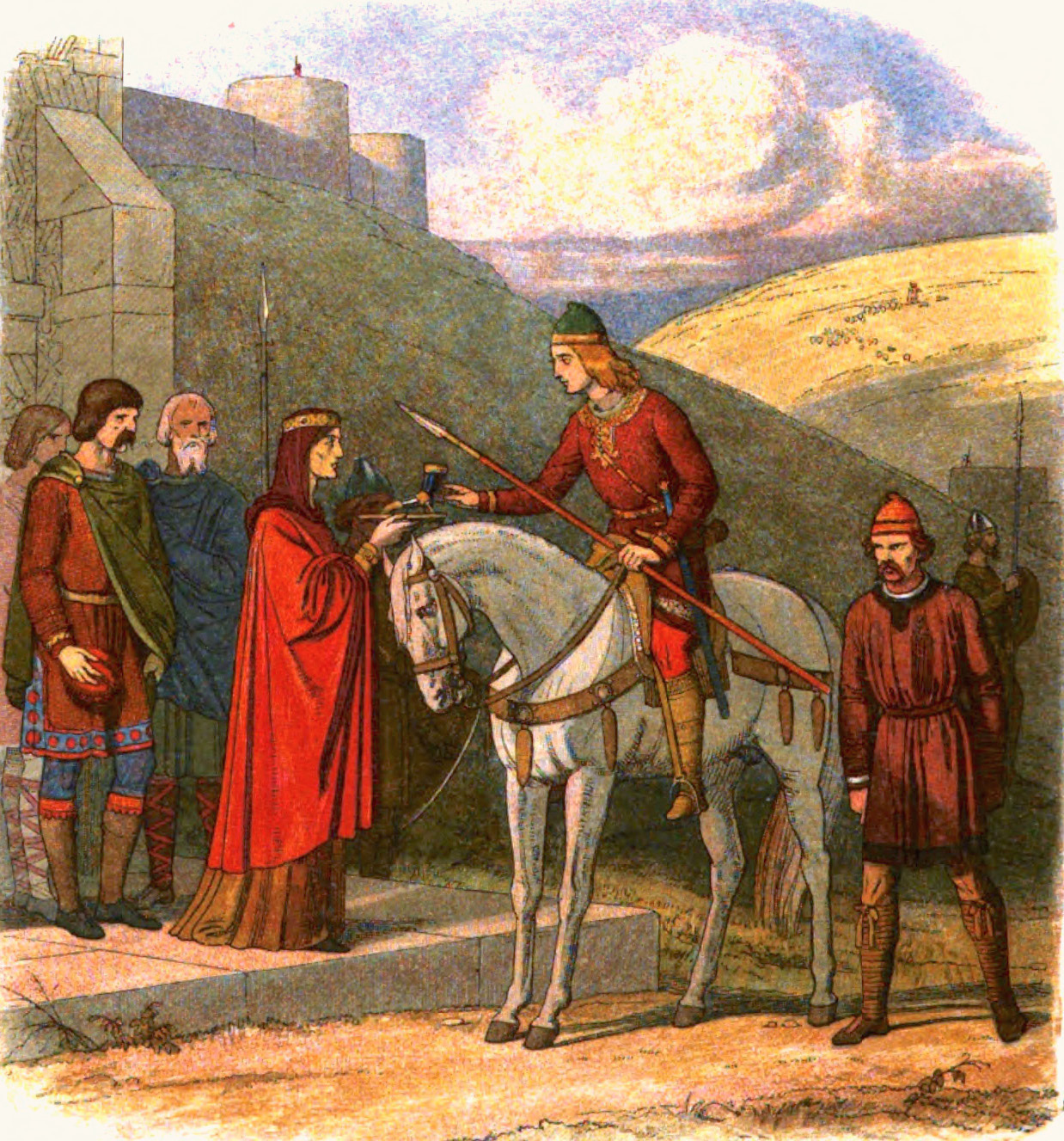
Une vision traditionnelle de l'assassinat d'Édouard : sa belle-mère Ælfthryth lui tend une coupe, tandis qu'un de ses serviteurs se prépare à frapper (illustration de James William Edmund Doyle, 1864).

Le manuscrit E de la Chronique anglo-saxonne est celui qui rapporte l'assassinat d'Édouard avec le plus de détails. Le roi est tué dans la soirée du 18 mars 978, sur le site du château de Corfe, alors qu'il venait rendre visite à Ælfthryth et Æthelred. Le manuscrit ajoute que le défunt est inhumé à Wareham « sans les honneurs royaux ». De l'avis de son compilateur, « depuis son arrivée en terre de Bretagne, jamais ne fut accompli d'acte plus mauvais pour la race anglaise que celui-ci,, ». Les autres versions de la Chronique sont moins disertes : la plus ancienne, le manuscrit A, se contente d'indiquer que le roi a été tué, sans plus de précisions, alors que le manuscrit C, qui date des années 1040, n'hésite pas à parler de martyre.
Selon la Vita sancti Oswaldi auctore anonymo, hagiographie anonyme d'Oswald de Worcester communément attribuée à Byrhtferth de Ramsey, ce sont des conseillers d'Æthelred qui ont tué le roi, l'ayant attaqué au moment où il descendait de cheval. Des sources encore plus tardives, comme la Passio S. Eadwardi, hagiographie anonyme du XIe siècle, ou les écrits de Jean de Worcester, affirment que l'assassinat a été organisé par Ælfthryth, voire perpétré par elle d'après Henri de Huntingdon,,.
Les historiens modernes ont proposé plusieurs interprétations de l'assassinat d'Édouard. Une première hypothèse suit la version de la Vita sancti Oswaldi : il aurait été commis par des nobles au service d'Æthelred, soit à la suite d'une querelle personnelle, soit pour que leur maître puisse monter sur le trône,. Édouard apparaît dans ce texte comme un jeune homme instable, susceptible d'avoir offensé plus d'une personne de haut rang dans le royaume, mais il faut peut-être voir ce portrait comme un trope propre au genre de l'hagiographie. Une autre version des faits implique la reine-mère Ælfthryth. Elle aurait soit organisé l'assassinat, soit permis aux assassins de rester impunis,. Une troisième possibilité accuse l'ealdorman Ælfhere. Celui-ci, inquiet de voir s'approcher le moment où le roi aurait pu gouverner seul, aurait cherché à préserver son influence et à empêcher Édouard de prendre sa revanche sur lui. Il faudrait alors interpréter sa participation à la deuxième inhumation du roi défunt comme une forme de pénitence.

## Vénération
Le corps d'Édouard est exhumé au bout d'un an à la demande d'Ælfhere, peut-être dans une démarche de réconciliation. L'hagiographie d'Oswald rapporte qu'il ne présente aucun signe de décomposition. Il est emporté de Wareham à l'abbaye de Shaftesbury, un couvent fondé par Alfred le Grand où la reine Ælfgifu, mère d'Edgar, avait fini sa vie, et y est inhumé en grande pompe,. La Passio S. Eadwardi, qui date cette seconde inhumation du 18 février, offre un récit plus complexe, selon lequel le corps d'Édouard aurait été dissimulé dans un marécage, où il aurait accompli des miracles,,.
En 1001, les reliques d'Édouard (considéré alors comme un saint, bien qu'il n'ait jamais été formellement canonisé) sont transférées dans un endroit plus important au sein du couvent. La cérémonie est dirigée par l'évêque de Sherborne Wulfsige ; la Passio lui adjoint un clerc nommé Elsinus en qui il faut peut-être voir Ælfsige, l'abbé de New Minster. La menace d'une invasion danoise empêche le roi Æthelred d'assister à la cérémonie, mais une charte de la même année le voit faire don de terres aux religieuses de Shaftesbury à Bradford on Avon, ce qui semble lié. Un calendrier de saints du XIIIe siècle date le transfert des reliques d'Édouard du 20 juin,.
Le succès du culte d'Édouard dans les années qui suivent sa mort constitue peut-être un mouvement populaire, à moins qu'il ne s'agisse d'une façon pour ses partisans de saper la légitimité du nouveau roi Æthelred. Cependant, ce dernier semble avoir joué un rôle majeur dans la promotion du culte de son frère et de leur sœur Édith de Wilton. C'est peut-être lui qui légifère l'observation des jours de fête consacrés à Édouard dans toute l'Angleterre, à moins que ce ne soit son successeur Knut le Grand. De façon générale, la période voit une recrudescence du culte de martyrs royaux, parmi lesquels les princes de Kent Æthelred et Æthelberht ou les Merciens Kenelm et Wigstan,,.
Lors de la dissolution des monastères ordonnée par le roi Henri VIII au XVIe siècle, l'abbaye de Shafestbury est détruite. Les reliques d'Édouard sont cachées pour ne pas être profanées. En 1931, un archéologue amateur, John Edward Wilson-Claridge, découvre des ossements dans les ruines du transept nord de l'abbaye. Il les fait examiner par un ostéologue, qui estime qu'il s'agit bien des restes d'Édouard le Martyr. Ces reliques, léguées à l'Église orthodoxe russe hors frontières, sont transférées dans les années 1980 dans une église de Brookwood qui prend le nom d'église orthodoxe Saint-Édouard-le-Martyr,.